# Deutschsozialistische Partei
Die Deutschsozialistische Partei (DSP) war eine Partei radikal antisemitischer Kräfte der völkischen Bewegung. Die Ende 1918 in der Anfangsphase der Weimarer Republik gegründete Partei löste sich 1922 auf; zahlreiche Mitglieder traten zur NSDAP über.

## Geschichte
Die Gründung der DSP ging auf die von Rudolf von Sebottendorf geleitete Thule-Gesellschaft zurück; ein Teil der Mitglieder kam vom Deutschvölkischen Schutz- und Trutzbund (DVSTB). Programmatisch griff die Partei auf Veröffentlichungen des Maschinenbauingenieurs Alfred Brunner aus Düsseldorf zurück. Der Antisemit Brunner wollte die Arbeiterschaft „auf deutschnationaler Grundlage“ zusammenschließen.
| Ergebnisse bei der Reichstagswahl 1920 |                             |         |         |
| Wahlkreis                              | Wahlkreis                   | Stimmen | Stimmen |
| 18                                     | Süd-Hannover / Braunschweig | 663     | 0,07 %  |
| 19                                     | Westfalen-Nord              | 913     | 0,09 %  |
| 29                                     | Franken                     | 2.350   | 0,22 %  |
| 32                                     | Leipzig                     | 2.071   | 0,33 %  |
| 33                                     | Chemnitz-Zwickau            | 1.191   | 0,13 %  |
|                                        | Deutsches Reich             | 7.188   | 0,03 %  |

In Bayern wurde die Münchner Ortsgruppe von zwei Schriftleitern des „Münchner Beobachters“ – später umbenannt in Völkischer Beobachter – im Mai 1919 gegründet. Besondere Bedeutung erlangte die Nürnberger Ortsgruppe, die am 24. November 1919 entstand. Hier wurde Julius Streicher Mitglied und erlangte innerhalb der DSP eine ähnlich dominierende Position wie Adolf Hitler in der NSDAP. Die Nürnberger Ortsgruppe hatte im Sommer 1920 350 Mitglieder und war damit neben München ein regionaler Schwerpunkt der Partei. Im Herbst 1920 sollen 35 Ortsgruppen mit rund 2.000 Mitgliedern bestanden haben.
Auf einem Parteitag vom 23. bis zum 25. April 1920 in Hannover wurde die DSP auf Reichsebene gegründet. Bei den Reichstagswahlen vom 6. Juni 1920 trat die Partei in fünf von 35 Wahlkreisen an und blieb mit etwas über 7.000 Stimmen bedeutungslos.
Beim DSP-Parteitag im Sommer 1920 in Leipzig konnte sich Streicher mit seiner Position einer deutlichen Abgrenzung der DSP von NSDAP und DVSTB nicht durchsetzen. Eine Übereinkunft zwischen DSP und der NSDAP sah die Abgrenzung von Einflussgebieten vor: Die DSP sollte sich auf das Gebiet nördlich des Mains sowie den Nürnberger Raum beschränken. Im Oktober 1920 verlegte der DSP-Vorstand seinen Sitz von Hannover nach Berlin. Im folgenden Monat wurde Emil Holtz Parteivorsitzender. Holtz entstammte der Berliner Ortsgruppe, die im Juni 1920 unter anderem von Arno Chwatal und Hermann Kretzschmann gegründet worden war. Trotz geringer Mitgliederzahl „entwickelte sich die DSP in Berlin zu einer wichtigen Organisation des aktionistischen Rechtsradikalismus“. Im März 1922 trat die Berliner Ortsgruppe der NSDAP-Ortsgruppe München bei.
Eine Vereinbarung von Streicher und weiterer DSP-Mitglieder mit dem NSDAP-Vorsitzenden Anton Drexler von Ende März 1921 sah den Zusammenschluss von NSDAP, DSP und österreichischer Nationalsozialisten zur Deutschen Nationalsozialistischen Partei vor. Der Plan scheiterte an Hitlers Ablehnung. Streicher versuchte im Sommer 1921 in der „Deutschen Werkgemeinschaft“ (DW, auch: „Werkgemeinschaft des Abendländischen Bundes“) des Augsburger Studienrates Otto Dickel einen Verbündeten zu gewinnen. Die DW gründete in Nürnberg eine Ortsgruppe und konnte an Zulauf gewinnen, während sich die DSP im Niedergang befand. Streicher trat aus der Partei aus und unterstellte sich im Oktober 1922 Hitler. Die DSP wurde im Herbst 1922 aufgelöst, zahlreiche Mitglieder, darunter Julius Streicher, Karl Holz und Wilhelm Grimm, wechselten zur NSDAP.